# 18 мая
18 мая — 138-й день года (139-й в високосные годы) по григорианскому календарю.
До конца года остаётся 227 дней.
До 15 октября 1582 года — 18 мая по юлианскому календарю, с 15 октября 1582 года — 18 мая по григорианскому календарю.
В XX и XXI веках соответствует 5 мая по юлианскому календарю.

## Праздники и памятные дни
См. также: Категория:Праздники 18 мая

### Международные
- Международный день музеев[2].

### Национальные
- Россия —  День Балтийского флота ВМФ.
- Гаити — День первого флага.
- Крым[3] и Украина — День памяти жертв депортации. День борьбы за права крымскотатарского народа.
- Уругвай — День битвы при Лас-Пьедрас[англ.] под Монтевидео (1811 год).
- Туркменистан — День возрождения, единства и поэзии Махтумкули Фраги.

### Религиозные
Православие

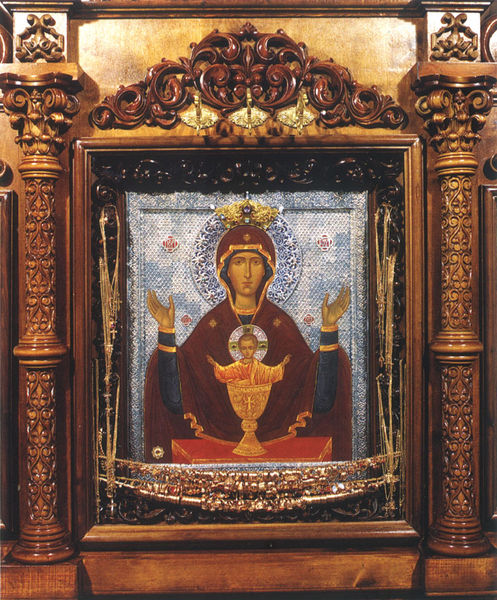
Неупиваемая чаша

- Память великомученицы Ирины Македонской (I—II);
- память преподобномученика Ефрема Нового (1426);
- обре́тение мощей преподобного Иакова Железноборовского;
- память преподобного Варлаама Серпуховского (1377);
- память преподобного Адриана Монзенского (1610)[источник не указан 3713 дней];
- празднование в честь иконы Божией Матери «Неупиваемая Чаша» (1878).

### Именины
- Католические: Александра, Иоанн, Феликс, Эрик[источник не указан 3711 дней].
- Православные: Варлаам, Ефрем, Ирина, Яков[4][5].

## События
См. также: Категория:События 18 мая

### До XVIII века
- 839 — первое упоминание русского государства[6].
- 1152 — в Пуатье Элеонора Аквитанская вышла замуж за герцога Нормандского Генриха Плантагенета[7].
- 1268 — Египетские мамелюки захватили Антиохию.
- 1274 — Второй Лионский собор отклонил предложенный папой Григорием X очередной крестовый поход.
- 1291 — Египетские мамелюки захватили Акру — одну из последних крепостей крестоносцев в Святой земле.
- 1301 — новгородское войско под командованием великого князя Андрея Александровича взяло штурмом шведскую крепость Ландскрона.
- 1565 — Началась осада Оттоманской империей острова Мальты, принадлежащего Мальтийскому ордену.
- 1593 — английский Тайный Совет приказал арестовать писателя Кристофера Марло.
- 1648 — победа Богдана Хмельницкого над войсками Речи Посполитой под Жёлтыми Водами[8].
- 1652 — в британской колонии Род-Айленд принят первый в Северной Америке закон, запрещающий рабство.

### XVIII век
- 1703 — 30 русских лодок под личным командованием Петра I в устье Невы захватили два крупных шведских корабля «Гедан» и «Астрильд». Это первая в истории победа русской флотилии на Балтике, и день этот принято считать датой основания Балтийского флота России.
- 1704 — освящён Кроншлот, форт Кронштадт[9].
- 1724 — состоялась церемония коронации русской императрицы Екатерины I.
- 1780 — Екатерина II специальным рескриптом окончательно утвердила герб Санкт-Петербурга: «В красном поле 2 серебряных якоря, положенных крестом, и на них золотой скипетр».
- 1781 — испанцами казнён лидер крупнейшего восстания индейцев Перу Тупак Амару II.
- 1787 — мастерам из Тулузы впервые удалась гравировка по стеклу.

### XIX век
- 1804 — провозглашение Наполеона императором Франции.
- 1830 — в США начато промышленное производство первых газонокосилок.
- 1848 — во Франкфурте открылся первый общегерманский парламент.
- 1875 — землетрясение в Кукуте, Колумбия, не менее 1 тысячи погибших (согласно колумбийским источникам, в других было много преувеличений).
- 1881 — указом Александра III в Российской империи учреждена Закаспийская область.
- 1886 — в Севастополе спущен на воду первый русский стальной броненосец «Чесма».
- 1888 — в США впервые продемонстрирована первая граммофонная пластинка.
- 1899 — в Гааге началась первая мирная конференция, созванная по инициативе России.
- 1900 — Тонга стала Британским протекторатом.

### XX век
- 1906 — в Риге открыт Воздушный мост.
- 1909 — в Париже балетом «Князь Игорь» начались Дягилевские вечера Русского балета.
- 1917 — в Киеве начался I Всеукраинский военный съезд.
- 1918
  - Из-за взрыва тротила на химическом заводе в Окдейле (Пенсильвания, США) погибло около двухсот человек.
  - В Донбассе немецкими оккупантами расстреляны 44 шахтёра.
- 1923 — французский инженер Антуан Барнай (Antoine Barnay) получил патент на телефон с дисковым набором номера.
- 1927
  - Американская кинозвезда Норма Толмадж случайно оставила отпечаток своей ступни на незастывшем асфальте, что натолкнуло на идею создания в Голливуде аллеи отпечатков ног кинозвёзд.
  - Трагедия в Мичигане, убито 44 человека.
- 1928 — началось рассмотрение «Шахтинского дела» об имевшем место антисоветском заговоре инженеров Донбасса.
- 1933 — начало экспедиции ЭОН-1.
- 1934 — в советских политехнических институтах введено преподавание истории и географии.
- 1935 — разбился самый большой советский самолёт «Максим Горький», 49 человек погибли.
- 1940 — герой первой мировой войны маршал Анри Петен назначен министром обороны Франции.
- 1941 — итальянский герцог Сполето провозглашён королём фашистской Хорватии Томиславом II.
- 1942
  - Немецкой армией уничтожены остатки советских войск на Керченском полуострове.
  - В Берлине группой подпольщиков атакована антисоветская выставка.
- 1943 — Японская подлодка потопила австралийский корабль-госпиталь «Кентавр», 299 человек погибли.
- 1944
  - Депортация крымских татар из Крыма в Среднюю Азию.
  - В Турции после серии профашистских демонстраций введено чрезвычайное положение.
  - После недельного штурма польские отряды захватили монастырь Кассино (Италия), открыв союзникам дорогу на Рим.
- 1945 — рейхспрезидент Карл Дёниц издал декрет, в котором заявил о непричастности немецкой армии к зверствам в концлагерях.
- 1949 — открыта первая в Нью-Йорке вертолётная площадка.
- 1951
  - Корейская война: ООН ввела экономические санкции против Китая в связи с его поддержкой Северной Кореи.
  - Штаб-квартира ООН перебралась из Лонг-Айленда на место своей постоянной дислокации на Манхэттене.
- 1953 — американская лётчица Жаклин Кокран стала первой в мире женщиной, преодолевшей на самолёте звуковой барьер.
- 1954
  - Началось восстание заключённых Кенгирского лагеря (Казахстан).
  - Вступила в силу Европейская конвенция о защите прав человека и основных свобод.
- 1955 — катастрофа C-47 на Килиманджаро. Крупнейшая авиакатастрофа в истории Танганьики и Танзании.
- 1956
  - ЦК КПСС призвал комсомольцев ехать на строительство шахт Донбасса.
  - Впервые покорена Лхоцзе (Эрнст Райс и Фриц Лухзингер, Швейцария).
- 1957 — Совет Министров СССР принял постановление «О создании Сибирского отделения Академии наук СССР».
- 1958 — на 11-м Каннском кинофестивале «Золотую пальмовую ветвь» получил советский фильм «Летят журавли» режиссёра Михаила Калатозова.
- 1960 — три священника заявили, что видели чудовище в озере Лох-Ри (Ирландия).
- 1961 — на Украине установлены литературные премии имени Тараса Шевченко.
- 1965 — в Дамаске повешен резидент израильской разведки в Сирии Эли Коэн.
- 1967
  - Юрий Андропов назначен председателем Комитета государственной безопасности при Совете Министров СССР.
  - В Пекине прошла стотысячная демонстрация протеста против того, что Гонконг является владением Великобритании.
- 1969 — запуск американского космического корабля «Аполлон-10».
- 1972 — катастрофа Ан-10 под Харьковом, погибли 122 человека, в том числе известный советский пародист Виктор Чистяков.
- 1973 — катастрофа Ту-104 под Читой, погиб 81 человек.
- 1974 — Индия стала шестым государством, обладающим атомным оружием.
- 1980
  - Из-за извержения вулкана Святой Елены в штате Вашингтон погибли 57 человек.
  - Европейское экономическое сообщество ввело экономические санкции против Ирана.
  - Футбольный клуб «Милан», один из лучших в Италии, отправлен во вторую лигу по распоряжению дисциплинарной комиссии Итальянской футбольной лиги. Комиссия пришла к заключению, что президент клуба и несколько ведущих игроков виновны в мошенничестве, получении взяток и организации «договорных» матчей.
  - началось леводемократическое восстание южнокорейцев в Кванджу.
- 1981 — в Цюрихе американский бегун Ренальдо Нехемиа первым в истории пробежал 110 метров с барьерами быстрее 13 секунд.
- 1982 — в отчётном докладе на XIX съезде ВЛКСМ лидер комсомола Борис Пастухов упомянул имя Леонида Брежнева 38 раз.
- 1985 — в газете «Правда» появилась рубрика «Трезвость — норма жизни».
- 1989 — Верховный Совет Литовской ССР принял Декларацию о суверенитете Литвы.
- 1990
  - Во Франции электропоезд TGV Atlantique установил рекорд скорости поездов (515,3 км/ч).
  - Между ФРГ и ГДР подписан Договор о валютном, экономическом и социальном союзе.
- 1991 — запуск советского космического корабля Союз ТМ-12 к орбитальной станции «Мир»; в экипаже первая английская женщина-космонавт Хелен Шарман.
- 1992
  - Карабахская война: армянская армия заняла Лачинский коридор между Арменией и Карабахом.
  - Принята конституция Туркменистана.
- 1994
  - Лидер Социалистической партии Украины Александр Мороз избран спикером Верховной Рады.
  - Завершён вывод израильских войск из сектора Газа.
- 1996 — в Тайване создана пирамида из игрушечных кубиков высотой 25,05 метров.
- 1997
  - Солдаты Альянса демократических сил за освобождение Конго-Заира вошли в столицу Конго Киншасу.
  - Ирландка Бриджет Диррен получила диплом с отличием Национального университета в возрасте 102 года (мировой рекорд).
- 1998 — тысячи студентов захватили здание парламента Индонезии в Джакарте, что привело к падению 30-летнего режима Сухарто (Haji Mohammad Soeharto).
- 1999
  - В Крыму совершено неудачное покушение на городского главу Сак, Владимира Шевцова.
  - Правительство Канады после года дискуссий заявило, что оно не будет регулировать и контролировать Интернет в стране.

### XXI век
- 2001 — началась техническая часть операции по подъёму АПЛ «Курск».
- 2005
  - Футбольный клуб ЦСКА (Москва) выиграл Кубок УЕФА.
  - С конвейера сошёл первый автомобиль Лада «Калина».
- 2009 — открыт новый Большой Новороссийский тоннель.
- 2011 — Катастрофа Saab 340 в Рио-Негро, 22 погибших.
- 2016 — Катастрофа Ан-12 в Двайере.
- 2018 — в Гаване при взлёте потерпел катастрофу самолёт Boeing 737-201 Advanced компании Cubana de Aviacion, погибли 113 человек.

## Родились
См. также: Категория:Родившиеся 18 мая

### До XIX века
- 1048 — Омар Хайям (ум. 1131), персидский и таджикский поэт, математик, философ.
- 1185 — Константин Всеволодович (ум. 1218), князь новгородский (1205—1208), князь ростовский (1208—1216) и великий князь владимирский (1216—1218), старший сын Всеволода III.
- 1474 — Изабелла д’Эсте (ум. 1539), супруга маркграфа Мантуи, ценительница искусства, покровительница художников, прозванная «примадонной Ренессанса».
- 1525
  - Питер Брейгель-старший (ум. 1569), фламандский живописец и график.
  - Джордж Гаскойн (ум. 1577), английский поэт и драматург.
- 1690 — Андреас Хойер (ум. 1739), датский историк и юрист, историограф короля Дании и Норвегии Фридриха IV.
- 1692 — Джозеф Батлер (ум. 1752), английский философ-моралист.
- 1742 — Николай Архаров (ум. 1814), обер-полицмейстер Москвы, Московский губернатор (1781—1784), генерал-губернатор Тверского и Новгородского наместничеств (1785—1796), Санкт-Петербургской губернии (1796—1797).
- 1778 — Эндрю Юр (ум. 1857), английский экономист и химик.
- 1788 — Хью Клаппертон (ум. 1827), шотландский исследователь Африки, пересёкший Сахару с севера на юг.

### XIX век
- 1817 — Уффо Даниэль Хорн (ум. 1860), чешский поэт, прозаик и публицист.
- 1824 — Вильгельм Гофмейстер (ум. 1877), немецкий ботаник, один из создателей эмбриологии растений.
- 1831 — Иван Рыков (ум. 1897), русский банкир, предприниматель, мошенник.
- 1850 — Оливер Хевисайд (ум. 1925), английский инженер, математик и физик, предсказавший существование ионосферы.
- 1868 — Николай II (убит в 1918), последний император Российской империи (1894—1917).
- 1869 — Сулейман Стальский (наст. фамилия Гасанбеков; ум. 1937), лезгинский поэт-ашуг, народный поэт Дагестана.
- 1872 — Бертран Рассел (ум. 1970), английский философ, учёный и общественный деятель.
- 1883 — Вальтер Гропиус (ум. 1969), немецкий архитектор, дизайнер и теоретик архитектуры.
- 1886 — Григорий Адамов (наст. фамилия Гибс; ум. 1945), советский писатель-фантаст, журналист и редактор.
- 1889 — Якоб Леви Морено (ум. 1974), румынский, австрийский и американский психиатр, психолог и социолог.
- 1891 — Рудольф Карнап (ум. 1970), немецко-американский философ и логик, представитель логического позитивизма.
- 1895 — Аугусто Сандино (расстрелян в 1934), лидер национально-освободительной борьбы в Никарагуа 1927—1934 гг.
- 1897 — Фрэнк Капра (ум. 1991), итало-американский кинорежиссёр и продюсер, лауреат 3 премий «Оскар».
- 1898 — Мария Кнебель (ум. 1985), театральный режиссёр, педагог, актриса и искусствовед, народная артистка РСФСР.

### XX век
- 1901 — Винсент дю Виньо (ум. 1978), американский биохимик, лауреат Нобелевской премии по химии (1955).
- 1905 — Николай Дорохин (ум. 1953), актёр театра и кино, народный артист РСФСР.
- 1909 — Виктор Корецкий (ум. 1998), советский график, художник-плакатист.
- 1911 — Николай Гефт (погиб в 1944), советский разведчик-нелегал.
- 1912
  - Ричард Брукс (наст. имя Рубен Сакс; ум. 1992), американский кинорежиссёр, сценарист, продюсер и прозаик, обладатель премии «Оскар».
  - Перри Комо (ум. 2001), американский певец, лауреат премий «Грэмми», «Эмми» и др.
- 1913
  - Шарль Трене (ум. 2001), французский певец, композитор и актёр.
  - Николас Гомес Давила (ум. 1994), колумбийский писатель, мыслитель-эссеист.
- 1914
  - Алла Баянова (наст. фамилия Левицкая; ум. 2011), румынская, советская и российская певица, композитор, «королева» русского романса, народная артистка РФ.
  - Борис Христов (ум. 1993), болгарский оперный певец (бас).
- 1919 — Марго Фонтейн (наст. имя Маргарет Эвелин Хукэм; ум. 1991), английская балерина.
- 1920 — Иоанн Павел II (наст. имя Кароль Йозеф Войтыла; ум. 2005), 264-й Папа Римский (1978—2005).
- 1924 — Зоя Белая (ум. 1992), артистка Московской оперетты и киноактриса, заслуженная артистка РСФСР.
- 1925
  - Борис Немечек (ум. 1978), советский художник кино.
  - Пётр Оссовский (ум. 2015), живописец, народный художник СССР, академик РАХ.
- 1931
  - Мартин Брегман (ум. 2018), американский кинопродюсер.
  - Лидия Зайцева (ум. 2021), советский и российский киновед, педагог.
- 1933 — Валентина Ананьина, советская и российская актриса театра и кино.
- 1939 — Джованни Фальконе (убит в 1992), итальянский магистрат, борец с Коза Нострой.
- 1942 — Нобби Стайлз (ум. 2020), английский футболист, чемпион мира по футболу 1966 года.
- 1943 — Геннадий Сосонко, советский и нидерландский шахматист, гроссмейстер, журналист, писатель.
- 1945 — Гедрюс Мацкявичюс (ум. 2008), советский, литовский и российский театральный режиссёр, заслуженный артист РФ.
- 1947 — Владимир Качан (ум. 2021), советский и российский актёр театра и кино, певец, бард, автор песен, писатель, народный артист РФ.
- 1949 — Рик Уэйкман, английский клавишник и композитор, участник групп «Strawbs», «Yes», автор сольных проектов.
- 1957 — Михаэль Крету, немецкий музыкант румыно-австрийского происхождения, основатель и лидер проекта «Enigma».
- 1960 — Яри Курри, финский хоккеист, 5-кратный обладатель Кубка Стэнли.
- 1962
  - Сандра (урожд. Сандра Анн Лауэр), немецкая поп-певица.
  - Батырхан Шукенов (ум. 2015), советский, казахский и российский певец, музыкант, композитор, солист группы «А'Студио».
- 1963 — Марти Максорли, канадский хоккеист, двукратный обладатель Кубка Стэнли.
- 1967 — Хайнц-Харальд Френтцен, немецкий автогонщик, вице-чемпион мира в классе «Формула-1» (1997).
- 1973 — Сергей Долидович, белорусский лыжник, участник 7 Олимпийских игр.
- 1975 — Джон Хиггинс, шотландский игрок в снукер, четырёхкратный чемпион мира.
- 1978
  - Рикарду Карвалью, португальский футболист, чемпион Европы (2016).
  - Ольга Ломоносова, российская актриса театра и кино.
- 1979 
  - Мариуш Левандовский, польский футболист.
  - Михал Мартикан, словацкий каноист-слаломист, двукратный олимпийский чемпион, многократный чемпион мира и Европы.
- 1981 — Цзоу Шимин, китайский боксёр, двукратный олимпийский чемпион (2008, 2012).
- 1987 — Луисана Лопилато, аргентинская актриса кино и телевидения, певица и фотомодель.
- 1992 — Фернандо Пачеко, испанский футболист.
- 1993 — Alekseev (наст. имя Никита Алексеев), украинский певец.

### XXI век
- 2002 — Алина Загитова, российская фигуристка-одиночница, чемпионка мира (2019), Европы (2018) и Олимпийских игр (2018).

## Скончались
См. также: Категория:Умершие 18 мая

### До XX века

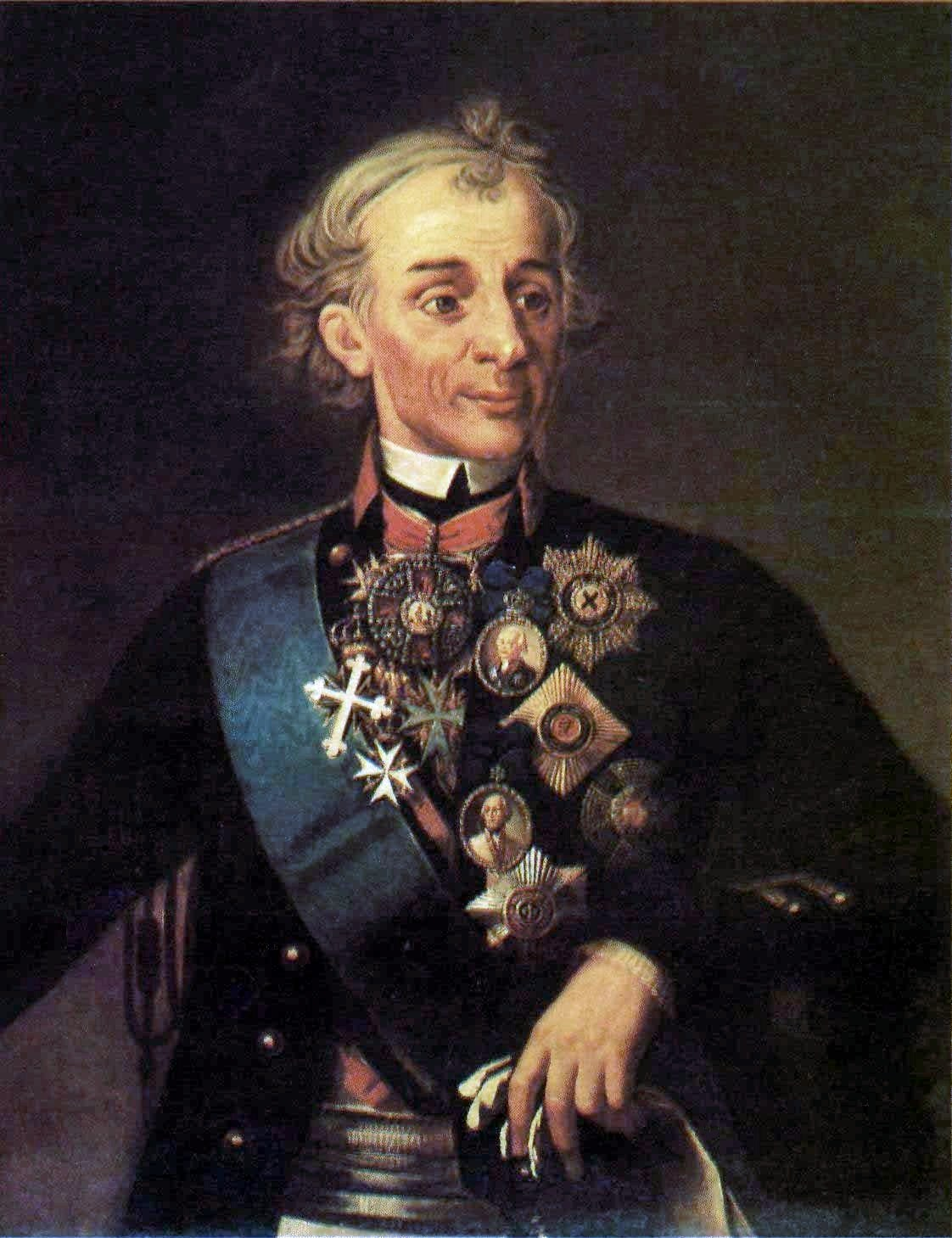
Суворов

- 1525 — Пьетро Помпонацци (р. 1462), итальянский философ («О бессмертии души»).
- 1551 — Доменико Беккафуми (р. 1486), итальянский художник-маньерист сиенской школы, скульптор.
- 1675 — Жак Маркетт (р. 1637), французский священник, миссионер, первооткрыватель Великих озёр.
- 1799 — Пьер Огюстен Карон де Бомарше (р. 1732), французский драматург и публицист.
- 1800 — Александр Васильевич Суворов (р. 1730), русский полководец.
- 1839 — Каролина Бонапарт (р. 1782), младшая сестра Наполеона I, жена маршала Мюрата.

### XX век
- 1909
  - Исаак Альбенис (р. 1860), испанский композитор и пианист.
  - Джордж Мередит (р. 1828), английский писатель.
- 1910
  - Полина Виардо-Гарсиа (р. 1821), французская певица (меццо-сопрано), автор романсов, комических опер, любовь И. С. Тургенева.
  - Элиза Ожешко (р. 1841), польская писательница белорусского происхождения.
- 1911 — Густав Малер (р. 1860), австрийский композитор.
- 1918 — Тойво Куула (р. 1883), финский композитор.
- 1922 — Шарль Луи Альфонс Лаверан (р. 1845), французский физиолог, лауреат Нобелевской премии (1907).
- 1927 — Никифор Бегичев (р. 1874), русский моряк, полярный исследователь.
- 1938 — в авиакатастрофе погиб Михаил Бабушкин (р. 1893), советский полярный лётчик, Герой Советского Союза.
- 1941 — Вернер Зомбарт (р. 1863), немецкий экономист, социолог, историк.
- 1942 — Вадим Шершеневич (р. 1893), русский поэт, переводчик, один из основателей имажинизма.
- 1949 — Николай Семашко (р. 1874), советский партийный и государственный деятель, нарком здравоохранения (1918—1930).
- 1961 — Вильо Вестеринен (р. 1907), финский аккордеонист и композитор.
- 1967 — Серапион Вацадзе (р. 1899), грузинский советский художник.
- 1969 — Яков Ромас (р. 1902), живописец, мастер-оформитель, народный художник СССР.
- 1971 — Александр Курош (р. 1908), советский математик.
- 1972 — Борис Ананьев (р. 1907), советский психолог.
- 1975
  - Лерой Андерсон (р. 1908), американский композитор, соединивший джаз с классикой.
  - Казимеж Фаянс (р. 1887), американский физик и химик польского происхождения.
- 1980
  - Йен Кёртис (р. 1956), вокалист постпанк-группы «Joy Division» (покончил с собой).
  - Роберт Ландсбург (р. 1931), американский фотограф (погиб при извержении вулкана Сент-Хеленс).
  - Семён Чуйков (р. 1902), русский живописец, народный художник СССР.
- 1981 — Уильям Сароян (р. 1908), американский писатель.
- 1990 — Джилл Айрленд (р. 1936), англо-американская актриса.
- 1993 — Валентина Антонова (р. 1907), кандидат искусствоведения, специалист в области древнерусской живописи.
- 1995
  - Александр Годунов (р. 1949) советский и американский артист балета и киноактёр.
  - Элизабет Монтгомери (р. 1933), американская актриса кино и телевидения.
- 1997 — Михаил Аникушин (р. 1917), советский и российский скульптор.
- 1999 — Бетти Робинсон (р. 1911), американская легкоатлетка, бегунья на короткие дистанции, олимпийская чемпионка.

### XXI век
- 2001 — Алексей Маресьев (р. 1916), лётчик, Герой Советского Союза.
- 2002
  - Пётр Горчаков (р. 1917), советский военный деятель, Герой Советского Союза.
  - Вольфганг Шнайдерхан, австрийский скрипач.
- 2005 — Шамиль Ягудин (р. 1932), балетмейстер и педагог Большого театра, народный артист РСФСР.
- 2007 — Пьер Жиль де Жен (р. 1932), французский физик, лауреат Нобелевской премии (1991).
- 2009 — Любовь Малиновская (р. 1921), актриса, народная артистка России.
- 2012 — Дитрих Фишер-Дискау (р. 1925), немецкий оперный и камерный певец.
- 2013 — Алексей Балабанов (р. 1959), российский кинорежиссёр, сценарист, продюсер и актёр.
- 2017
  - Крис Корнелл (р. 1964), американский гитарист, вокалист и композитор, фронтмен группы «Soundgarden».
  - Жак Фреско (р. 1916), американский инженер и дизайнер, основатель и директор «Проекта Венера».

## Приметы
- Ирина (Арина)-рассадница, Капустница, Лопатница. 
На Ирину худая трава из поля вон (выжигают в полях траву).
Капустную рассаду пересаживают на гряды с приговором: 
Не будь голенаста, будь пузаста;
 не будь пустая, будь тугая;
 не будь красна, будь вкусна;
 не будь стара, будь молода;
 не будь мала, будь велика!
 При посадке рассады не едят хлеба, чтобы куры капусту не выклевали.
 Очень важно: сажать овощи должны исключительно женщины.
 Если за это дело возьмётся мужчина — они зацветут и плодов не дадут.
 С Ирины начинали сеять поздний огурец.